# Страсс, Карл
Карл Фишер Страсс (англ. Karl Fischer Struss; 30 ноября 1886, Нью-Йорк — 15 декабря 1981, Санта-Моника) — пионер трёхмерной кинографики, один из инноваторов стереокинематографа, успешный популяризатор искусства цветной фотографии, работавший в области пикториализма. Первый в истории обладатель премии «Оскар» за постановку классики немого кино «Восход солнца», дважды призёр Каннского кинофестиваля.
На раннем этапе своей карьеры был известен в Америке как блестящий фотограф, тесно общавшийся с Альфредом Стиглицем и Кларенсом Х. Уайтом. Изобретатель так называемых мягкофокусных одноэлементных «линз Страсса», владелец нескольких фотостудий по всей стране, печатавшийся в ведущих изданиях того времени. С 1920 года вошёл в сферу кино, за свою полувековую карьеру снял более 140 лент, работал с ведущими голливудскими режиссёрами, среди которых и близкий друг Страсса Сесиль Б. Демилль.
Самые известные работы Страсса — «Бен-Гур: история Христа» Фреда Нибло, «Восход солнца» Ф. В. Мурнау, «Доктор Джекилл и мистер Хайд» Рубена Мамуляна, «Великий диктатор» и «Огни рампы» Чарли Чаплина, «Муха» Курта Ньюманна. В 1970 году объявил об уходе на пенсию, скончался спустя 11 лет в 95-летнем возрасте.

## Биография
Родился 30 ноября 1886 года в Нью-Йорке, в семье производителя ткани Генри Страсса-младшего и его супруги, Мэри, немки по происхождению. Карл был младшим и самым любознательным из шести детей. В 1896 году впервые приобщился к фотоискусству, увидев, как на свою новую камеру Pony Premo делает снимки его брат Уильям.
Среднее образование получил в школе ДеУитт Клинтон на Манхэттене. В 1903 году едва не умер от пневмонии, после чего всю оставшуюся жизнь оставался сторонником здорового образа. Оправившись от болезни, устроился на работу в семейную фабрику Seybel & Struss, принадлежавшую его отцу.
В 1910 году начал профессионально фотографировать, познакомился с Альфредом Стиглицем, высоко оценившим его первые труды. Именно благодаря Стиглицу фотографии Страсса были презентованы в нью-йоркской галерее Олбрайт-Нокс. Приступил к обучению на ночных курсах Колумбийского университета, где его преподавателем был видный пикториалист Кларенс Х. Уайт.
В 1913 году фотографии Страсса активно печатали не только журналы, специализирующиеся на фотоискусстве, но и другие издания, например, New York Evening Post. В октябре того же года основал журнал Platinum Print. Долгое время работал на Бермудах. В 1914 году запатентовал мягкофокусные одноэлементные линзы, сильно пригодившиеся Страссу во время осуществления портретных фотографий.
С началом Первой мировой войны был призван на фронт, предварительно пройдя базовую подготовку в лагере Вэйл, штат Нью-Джерси. После был отправлен на военную базу Лэнгли-Филд, откуда вышел уже сержантом. Недолгое время обучался авиационному делу в Корнеллском университете. Немецкие корни Страсса незамедлительно дали о себе знать — были допрошены его друзья и преподаватели, подняты на поверхность его прежние заявления о симпатии к Германии. В декабре 1917 года начальник штаба сухопутных войск США, военный министр Тэскер Г. Блисс разжаловал Страсса до звания «рядовой» и отправил нести службу в форте Ливенворт, где тот стал официальным фотографом заключённых.
В нью-йоркских фотокругах стал персоной нон грата. В феврале 1919 года был выпущен из форта Лэвенворт. Так как в форте Страсс увлёкся кино, посмотрев десятки картин, он отправился в Лос-Анджелес, где начал новую жизнь. Там познакомился с ассистентом режиссёра Хорвицем, который, посмотрев фотоработы Страсса, решил представить его именитому постановщику и продюсеру Сесилю Б. Демиллю. В марте приступил к работе в кинокомпании Lasky Studios под началом Демилля.
Вначале являлся ассистентом кинооператора (в основном, Элвина Уискоффа), затем фотографом на съёмочных площадках и к середине 1920-х годов, наконец, стал полноценным оператором-постановщиком. В 1924 году был вызван на киностудию MGM самим Ирвингом Тальбергом для съёмок эпического блокбастера «Бен-Гур: история Христа». С картиной было множество проблем, её состояние было подвешено в воздухе. Страсс, по его словам, снял около половины всего материала, после чего был заменён несколькими другими операторами.
После «Бен-Гура» сошёлся с Чарльзом Рошером, с которым поставил несколько лент, в том числе классический «Восход солнца». Эта операторская работа принесла и Страссу, и Рошеру первую в истории премию «Оскар». В конце десятилетия вступил в ряды Американского общества операторов.
Был постоянным оператором Мэри Пикфорд, с её участием снял практически все фильмы. Работал с Чарли Чаплином и Рубеном Мамуляном (постановка «Доктора Джекилла и мистера Хайда» вновь была отмечена номинацией на «Оскар»).
В последние годы снимал рекламные ролики и телесериалы, в частности, вестерн «Мой друг Фликка». За свои рекламные видео был дважды удостоен специального приза Каннского кинофестиваля. Его заключительной работой в кино стал фильм ужасов «Люди-аллигаторы».
В 1970 году объявил об окончании карьеры, вышел на пенсию, занимался воспитанием внуков. В качестве дани почёта Страссу в 1976 году техасским музеем Амона Картера была проведена ретроспектива его работ, которую посетил он сам.
Смерть дочери в июне 1981 года подкосила Страсса, сердце начало сдавать. Ушёл из жизни 15 (по другим данным, 16) декабря 1981 года в госпитале святого Джона в Санта-Монике, штат Калифорния. Похоронен на нью-йоркском кладбище Вудлон.

### Частная жизнь
В феврале 1920 года в обществе коллег пикториалистов встретил фотографа Этель Уолл (1898—1983), с которой почти год спустя вступил в брак. У пары родилась дочь Барбара (1922—1981).
До самой смерти строго поддерживал здоровый образ жизни, увлекался гольфом и теннисом. От последнего хобби отстранился только в 88 лет, когда уже зачастую отказывали лодыжки.

## Избранная фильмография
- 1924 — Отравленный рай / Poisoned Paradise (реж. Луи Ганье)
- 1925 — Бен-Гур: история Христа / Ben-Hur: A Tale of the Christ (реж. Фред Нибло)
- 1926 — Воробушки / Sparrows (реж. Уильям Бодайн)
- 1927 — Восход солнца / Sunrise: A Song of Two Humans (реж. Фридрих Вильгельм Мурнау)
- 1929 — Укрощение строптивой / The Taming of the Shrew (реж. Сэм Тейлор)
- 1929 — Кокетка / Coquette (реж. Сэм Тейлор)
- 1930 — Огни опасности / Danger Lights (реж. Джордж Б. Сейтц)
- 1931 — Доктор Джекилл и мистер Хайд / Dr. Jekyll And Mr. Hyde (реж. Рубен Мамулян)
- 1931 — Скиппи / Skippy (реж. Норман Таурог)
- 1932 — Остров потерянных душ / Island of Lost Souls (реж. Эрл Кентон)
- 1932 — Знак креста / The Sign of the Cross (реж. Сесил Б. Демилль)
- 1940 — Великий диктатор / The Great Dictator (реж. Чарльз Чаплин)
- 1943 — Путешествие в страх / Journey into Fear (реж. Норман Фостер)
- 1946 — Саспенс / Suspense (реж. Фрэнк Таттл)
- 1947 — Дело Макомбера / The Macomber Affair (реж. Золтан Корда)
- 1952 — Огни рампы / Limelight (реж. Чарльз Чаплин)
- 1958 — Муха / The Fly (реж. Курт Нойманн)